# The Great Picture

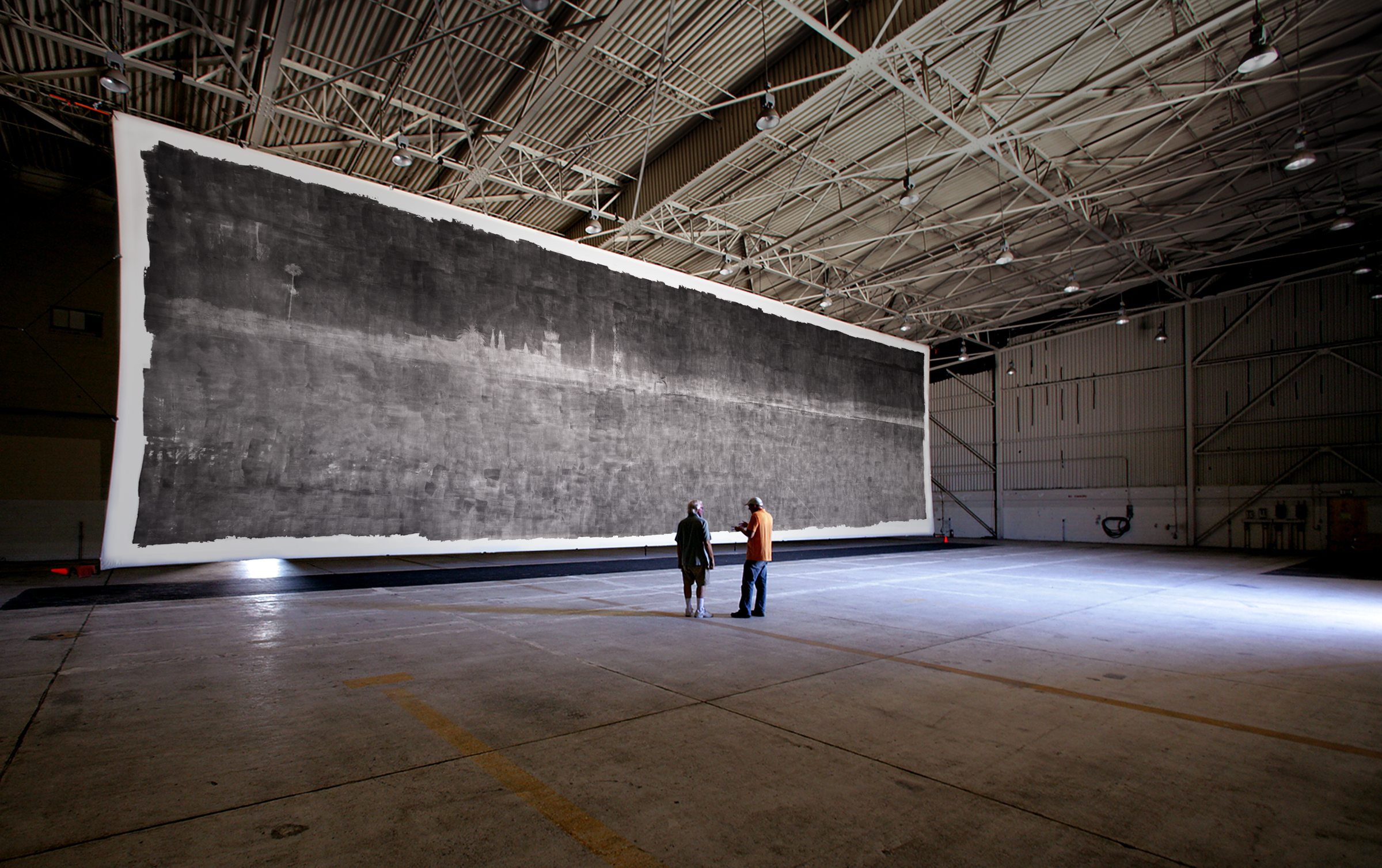
Az elkészült fotó (Fotó: Rob Johnson, 2006)

A The Great Picture a világ legnagyobb előhívott fényképfelvétele, mely 2006-ban egy lyukkamera segítségével készült. Maga a „fényképezőgép” egy használaton kívüli hangár volt. A fénykép bekerült a Guinness Rekordok Könyvébe.

## A kép készítése
A felvételt 2006-ban a Legacy Project keretében Jerry Burchfield, Mark Chamberlain, Jacques Garnier, Rob Johnson, Douglas McCulloh és Clayton Spad fotósok készítették.
A felvétel helyszíne az amerikai tengerészgyalogság El Toro-i légibázisa volt, ahol egy F–18-as vadászrepülőgép hangárt alakítottak át a világ legnagyobb lyukkamerájává. A lyukkamera, vagy camera obscura bármilyen sötét doboz (vagy zárt tér) lehet, melyen csak egyetlen apró nyíláson át szűrődik be a fény. Az apró lyukon keresztül a fény megtörik és a lyukkamera átellenes oldalán rajzolja ki, képezi le a külvilágot, amit fényérzékeny papírra lehetett rögzíteni.

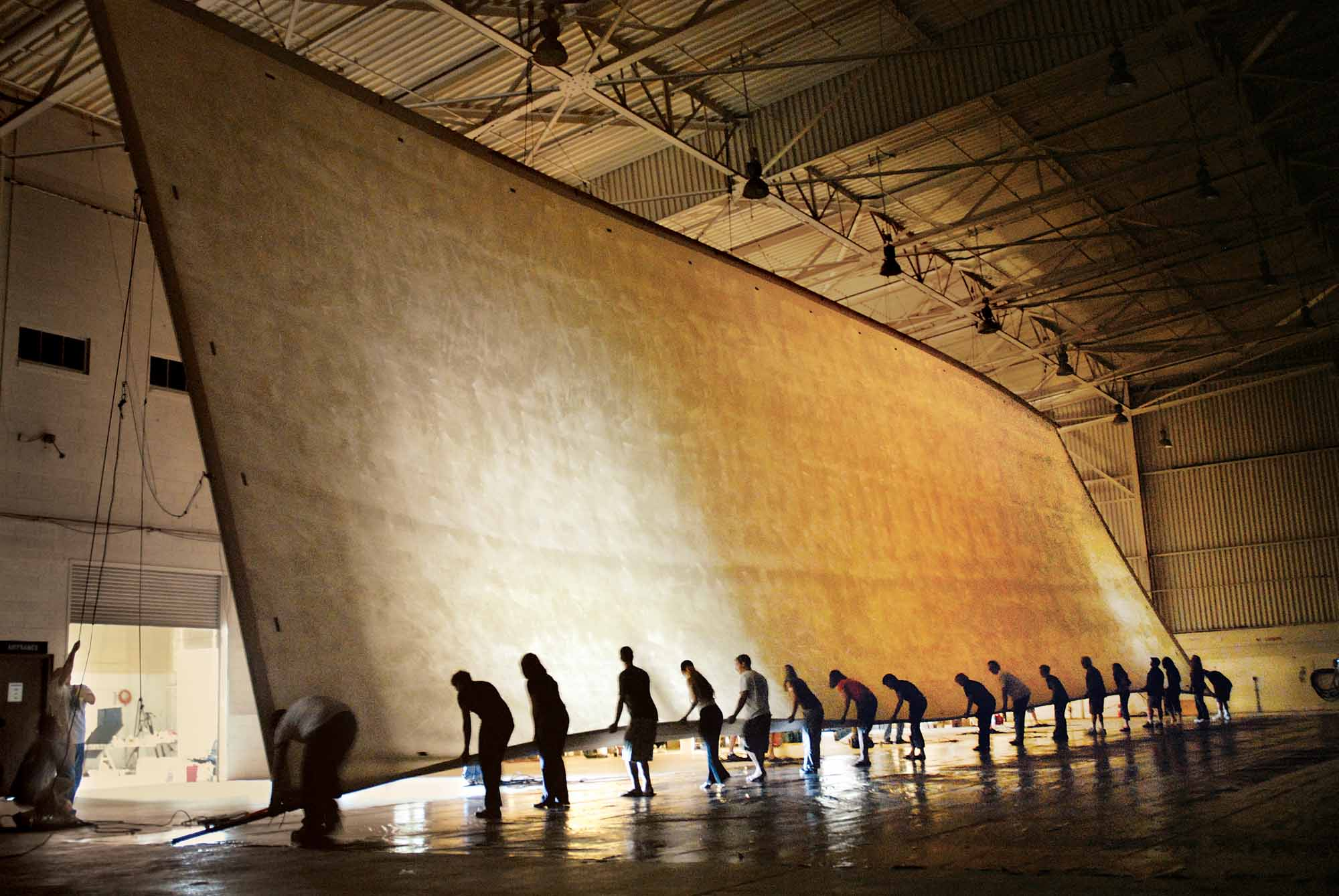
A muszlin „fotópapír” felhelyezése (Fotó: Douglas McCulloh, 2006)

A hangár természetesen önmagában nem volt alkalmas arra, hogy lyukkameraként működjön, mert a fény számtalan helyen jutott be. Ehhez először is sötétkamrává kellett változtatni azt több ezer liter tömítőhab, rengeteg fekete tapéta és fekete festék felhasználásával. A munkálatokban közel 400 segítő vett részt. A fotópapír szerepét egy hatalmas muszlin szövet töltötte be, melyet ezüst-halogeniddel tettek a fényre érzékennyé, majd a hangár tetejéhez rögzítettek. A hangár átellenes oldalán egy 6 mm átmérőjű lyukat alakítottak ki, melyen keresztül a fény a fotóvászonra vetülhetett. A rekordméretű fényképezőgép expozíciós ideje méretéhez képest rövid, mintegy 35 perces volt.

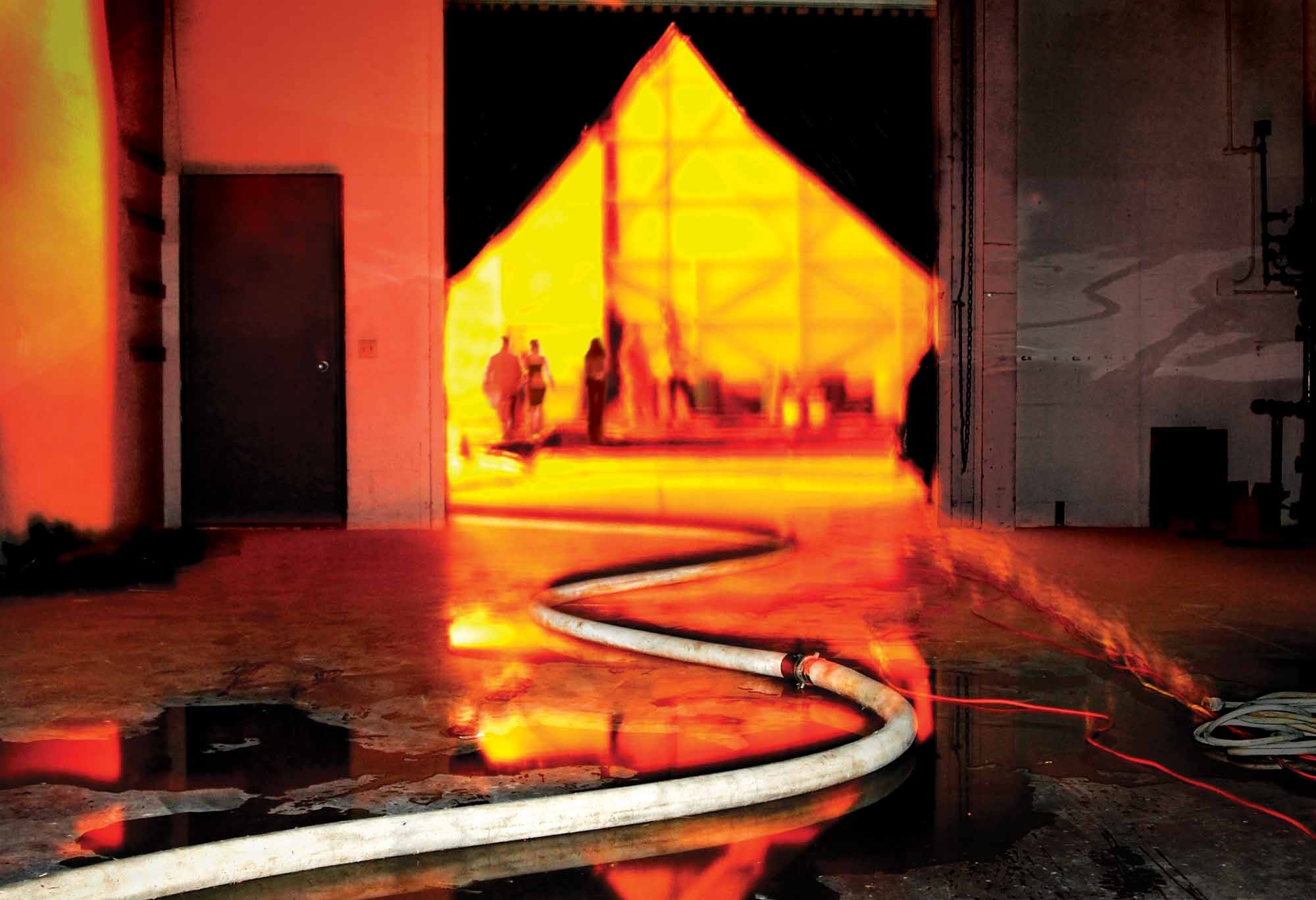
A fénykép előhívása (Fotó: Douglas McCulloh, 2006)

Nem csak a fényképezőgép megépítése volt grandiózus feladat, hanem a fénykép előhívása is. 80 ember több ezer liter vegyszer használt fel a több órás folyamat során. Az előhívó és fixáló folyadék felviteléhez nagy nyomású tűzoltótömlőket használtak. Az elkészült fénykép, melyen a légibázis melletti táj sziluettje rajzolódott ki 34 méter széles és 9,2 méter magas lett.
A fényképet első alkalommal a légibázisnak otthont adó településen, Irvine-ban mutatták be 2006. július 12-én, majd 2007. szeptemberében a pasadenai Art Center College of Design-ban állították ki.